# Anocratie

« Le score Polity IV rend compte du type de régime politique de chaque pays sur une échelle allant de -10 (autocratie totale) à +10 (démocratie totale). Les régimes qui se situent au milieu de ce spectre sont appelés anocraties. » (tiré de Our World in Data)

Anocratie ou semi-démocratie est une forme de gouvernement définie comme étant en partie démocratie et en partie dictature,, ou comme un « régime qui mélange des caractéristiques démocratiques et autocratiques ». Une autre définition classe l'anocratie comme « un régime qui permet certains moyens de participation par le biais du comportement des groupes d'opposition mais qui a un développement incomplet des mécanismes de redressement des griefs »,. Le terme « semi-démocratique » est réservé aux régimes stables qui combinent des éléments démocratiques et autoritaires,. Les universitaires ont également distingué les anocraties des autocraties et des démocraties dans leur capacité à maintenir l'autorité, la dynamique politique et les programmes politiques. De même, ces régimes ont des institutions démocratiques qui permettent des quantités nominales de concurrence.
De tels régimes sont particulièrement sensibles à l'éclatement de conflits armés et à des changements inattendus ou défavorables de leadership, étant souvent sujets à l'instabilité politique. « Une anocratie sur deux subit, en effet, un changement de régime majeur moins de cinq ans après avoir été instituée ».
Le nombre de régimes anocratiques a régulièrement augmenté au fil du temps, le bond le plus notable ayant eu lieu après la fin de la guerre froide. De 1989 à 2013, le nombre d'anocraties est passé de 30 à 53.

## Étymologie
C'est un néologisme d'origine anglo-saxonne. « a(n) » est un privatif (comme dans le mot « anarchie ») et le radical est emprunté au grec κρατία « kratia » signifiant « force/pouvoir/gouvernement ». « Anocratie » signifie que le gouvernement en tant qu'entité existe bel et bien mais que la gouvernance est absente.
La définition opérationnelle de l'anocratie est largement utilisée par les universitaires Monty G. Marshall et Benjamin R. Cole au Center for Systemic Peace, qui a gagné la plupart de sa diffusion à travers la polity data series. Cette série de données vise à mesurer la démocratie dans différents États et retient l'anocratie comme l'une de ses méthodes de classification du type de régime. Par conséquent, l'anocratie apparaît fréquemment dans la littérature sur la démocratisation qui utilise l'ensemble de données de polity.

## Caractéristiques
Contrairement à la démocratie traditionnelle, les régimes semi-démocratiques, également appelés régime hybrides, sont connus pour avoir une démocratie illibérale au lieu d'une démocratie libérale. Les régimes semi-dictatoriaux ont des pouvoirs dictatoriaux avec certaines valeurs démocratiques, et malgré leur caractère autoritaire, ils ont des élections. Dans une anocratie fermée, les concurrents sont issus de l'élite. Dans une anocratie ouverte, d'autres personnes sont également en concurrence.

## Selon les régimes
Le terme d'anocratie est souvent utilisé pour des régimes transitoires. On peut notamment en parler après la chute d'un régime ou une révolution. La Terreur, après la Révolution française, tout comme la période d’instabilité après le printemps arabe en Tunisie peuvent être qualifiées d'anocraties.
Le terme est aussi utilisé pour caractériser les régimes à la frontière entre l'autocratie et la démocratie. Les politologues des pays anglo-saxons parlent d'anocratie ouverte (plus proche d'une démocratie) et d'anocratie fermée (plus proche d'une dictature).